# Gondulfus van Metz
Gondulphus van Metz (6 september 822 of 823)  was bisschop van Metz in Lotharingen. Hij volgde bisschop Angilram op, nadat de zetel enkele jaren vacant was geweest. Volgens de overlevering zou hij de bisschopszetel hebben bestegen in 816. Gondulphus is net als enige andere bisschoppen van Metz begraven in de abdij van Gorze, die niet ver buiten Metz ligt. Behalve dat Gondulphus bisschop is geweest, is over zijn leven nagenoeg niets bekend behalve dat tijdens zijn pontificaat de synode van Thionville plaatshad.  
De gedachtenis van Gondulphus is steeds op 6 september. 